# 벨라루스 중앙 라다

벨라루스 중앙 라다(Byelorussian Central Council, Byelorussian Central Rada, Беларуская цэнтральная рада, Biełaruskaja centralnaja rada, Weißruthenischer Zentralrat)는 제2차 세계 대전 당시 존재했던 나치 독일의 괴뢰국이다.
나치 독일은 1941년 소련 침공 계획인 바르바로사 작전을 시행하였고, 그 해 7월 벨라루스를 점령하였다. 그후 1943년 독일군 중장인 라인하르트 게렌이 국방군최고사령부에 벨라루스의 전쟁 협력을 얻기 위한 괴뢰 정부를 수립하자는 내용을 건의했고, 이 내용이 받아들여져 라다슬라우 아스트로우스키를 대통령으로 한 동방 국가판무관부 내의 자치 정부인 벨라루스 중앙 라다를 수립한다. 그리고 나치 독일의 도움을 받아 독립 국가를 건설하려 했으나 1년이 조금 넘은 1944년 7월 2일 소련군에 의해 해체된다. 이로 인해 주요 인사들은 동프로이센 및 폴란드로 망명하게 되었다.
1948년 서독으로 망명한 아스트로우스키는 망명한 동료와 함께 재성립되었다. 허나 인원은 초기 인원과 똑같았고 1995년 대부분의 구성원들이 죽으면서 망명 정부가 해체되고 만다.